# Houyanji
Houyanji (kinesiska: 侯咽集镇, 侯咽集) är en köping i Kina. Den ligger i provinsen Shandong, i den östra delen av landet, omkring 150 kilometer sydväst om provinshuvudstaden Jinan. Antalet invånare är 54258. Befolkningen består av 27 594 kvinnor och 26 664 män. Barn under 15 år utgör 22,0 %, vuxna 15-64 år 64 %, och äldre över 65 år 12,0 %.
Genomsnittlig årsnederbörd är 670 millimeter. Den regnigaste månaden är juli, med i genomsnitt 208 mm nederbörd, och den torraste är januari, med 4 mm nederbörd.